# Васильев, Фёдор Викторович
Фёдор Викторович Васильев (род. 31 марта 1963, Москва) — советский и российский рок-музыкант, бас-гитарист. Окончил Государственное музыкальное училище имени Гнесиных (1984). Играл в группах «Чёрный кофе» (1981—1985; 1990—1993; 1998—2002), трио «Круиз» (1986—1990), «Gain» (1991), «Белый орел» (1998—2000), состав нар. арт. России Александра Малинина (2003—2004), «Ночные Снайперы» (2004—2006), «GAiNA» (2006—2007), «Trek» (2007—2008), «Хор Турецкого» (2008—2009), муз. трио Н. Дудкиной. В 2010-х годах — бас-гитарист группы «Круиз», группы «Васильевский спуск», группы Дмитрия Четвергова. С 2024 года сотрудничает с группой «Любимов Бэнд» (Игорь Любимов). Постоянно работает студийным сессионным музыкантом без ограничения жанров.

## Биография

### Детские годы
Фёдор Васильев родился в Москве в семье служащих. Заниматься музыкой начал в 7 лет, когда родители отдали его в музыкальную школу учиться игре на фортепиано. В третьем классе Фёдор самостоятельно поступил в ещё одну музыкальную школу учиться по классу тромбона.
Первой рок-пластинкой, которую услышал Васильев, был альбом «In Rock» группы «Deep Purple». К пятому классу он уже знал на слух все пластинки «Deep Purple», «Nazareth», «Slade», «T. Rex», «Pink Floyd». Под впечатлением от услышанного стал учиться играть на гитаре. После посещения одного из сборных концертов различных отечественных ВИА в ГКЗ «Россия» решил стать бас-гитаристом. Бас-гитару впервые взял в руки в 1974 году. Учился играть самостоятельно, «снимая» партии баса с различных рок-альбомов. Участвовал в самодеятельных группах «Сплошные неудачи» и «Отражение».

### «Чёрный кофе»
В 1980 году, закончив десятый класс общеобразовательной школы и обе музыкальные школы по классу фортепьяно и тромбона, Фёдор Васильев поступил в Государственное музыкальное училище имени Гнесиных на специальность «тромбон» и параллельно — на эстрадно-джазовое отделение. По протекции своего однокашника Константина Никольского, уже известного в то время музыканта, со второго курса стал отдельно заниматься с педагогом по классу бас-гитары. Одновременно играл в качестве бас-гитариста на свадьбах и праздниках.
На втором курсе познакомился с учащимся Гнесинского училища Дмитрием Варшавским, с которым в 1981 году создал группу «Чёрный кофе». Третьим участником группы стал уже опытный на тот момент барабанщик Андрей Шатуновский. Первый концерт «Чёрного кофе» в составе Варшавский-Васильев-Шатуновский состоялся в апреле 1984 года в московском Доме культуры «Искра». Этим же составом был записан магнитоальбом «ЧК’84». В 1985 году в Красногорске, в ДК «Подмосковье» группа записала второй магнитоальбом с песнями «Листья», «Звуки космоса», «Чёрный кофе», «Пылает за окном звезда». Позже эти песни были переписаны Варшавским с другим составом «Чёрного кофе».
В 1985 году Министерства культуры СССР включило группу, в числе прочих, в «чёрный список», что на практике означало запрет на любую концертную деятельность. Варшавский распустил группу, и Васильев около года перебивался случайными заработками.

### «Круиз»
26 декабря 1985 года Фёдору Васильеву позвонил Валерий Гаина и пригласил на прослушивание в группу «Круиз». Прослушивание прошло удачно, и уже 31 декабря Васильев участвовал в съемке телевизионного клипа «Круиза» на песню «Дальний свет». На барабанах играл Максим Удалов, на клавишных — Александр Дронов, вскоре покинувшие «Круиз». В группу вернулся барабанщик Сергей Ефимов, уже игравший ранее в «Круизе». «Круиз» окончательно превратился в трио, и в составе Гаина-Васильев-Ефимов отправился на гастроли в Казань, Омск и другие города.
В октябре 1987 года фирма «Мелодия» выпустила альбом «Круиз-1». Фёдор Васильев не участвовал в записи альбома, но изображен на обложках всех изданий и указан в составе коллектива, поскольку на момент выхода альбома уже являлся полноценным участником «Круиза» и играл этот материал на концертах.
В октябре 1987 года «Круиз» впервые выехал с концертами за границу, сыграв в Рокфеллеровском центре в Осло. Тогда же в Москве, в студии Кардиологического центра на Рублёвском шоссе шла запись материала для следующего альбома. Осенью на одном из московских концертов на группу обратил внимание менеджер группы «Scorpions» Олаф Шрёттер, занимавшийся подготовкой турне группы в СССР. Он порекомендовал «Круиз» немецкому отделению звукозаписывающей компании «WEA». В Москву отправились агенты «WEA» Манфред Швайкер и Лотар Майд, которые заключили с группой контракт и предложили сделать профессиональную запись в немецкой студии. «Круиз» бросил недописанный альбом, поскольку он не отвечал международным стандартам качества, и стал готовиться к поездке. Эти записи позднее стали распространяться поклонниками как бутлег «Железный рок».
В декабре 1987 года в Москве состоялся масштабный фестиваль «Рок-панорама-87». На фестивале присутствовали представители фирмы «Warwick», которые признали Фёдора Васильева лучшим басистом фестиваля и подарили ему бас-гитару «Warwick Thumb», который позже, уже в Германии, дополнительно подогнали под индивидуальные требования музыканта. С тех пор бас-гитары «Warwick» (четырёх- и пятиструнные модели) — любимые инструменты Васильева.
В апреле 1988 года группа отправилась в 18-дневный тур по Испании, затем отыграла ряд концертов в Германии, 6 августа выступила на фестивале «Ruisrock» в Финляндии, в сентябре — в Италии на фестивале газеты «Унита», и затем в Болгарии. В июле на мюнхенской студии «Red Line» был записан за 10 дней альбом «Kruiz», содержавший песни 1987—1988 годов, исполненные на английском языке. При записи этого альбома Фёдор Васильев использовал редкий инструмент — восьмиструнную бас-гитару «Rickenbacker 4008» — и оригинальную технику игры. Альбом вышел в свет 28 октября 1988 года и получил положительные отклики как меломанов, так и музыкальных критиков. Например, журнал «Kerrang!» поставил альбому 5 звезд.
Группа провела почти годичный тур в поддержку альбома по городам Германии и других стран Европы. В ноябре 1989 года «Круиз» начал записывать в Германии второй альбом с рабочим названием «Культурный шок. Чужой жизненный стиль/Culture Shock. A.L.S», в который входили новые англоязычные вещи, уже обкатанные в ходе многочисленных европейских концертов. Но в связи с разногласиями между музыкантами, их немецким менеджментом и звукозаписывающей компанией альбом так и не был издан. Кроме того, стали портиться отношения внутри группы, так как музыканты были измотаны постоянными концертами и отсутствием взаимопонимания с иностранными продюсерами.
В декабре 1989 года Валерий Гаина параллельно с «Круизом» создал новый проект «Gain», ориентированный на работу в США. В состав группы первоначально вошли Владимир Бажин — вокал («Нюанс», «Тяжёлый день»), Алик Грановский — бас («Мастер»), Андрей Шатуновский — барабаны. Затем Грановского заменил Фёдор Васильев. Весной 1990 года на фестивалях серии «Монстры рока СССР» — 29-31 марта в Москве и 26-27 мая в Ленинграде — на сцену выходил как «Круиз», так и «Gain», обе группы с Васильевым в составе. Одновременно Васильев вернулся в «Чёрный кофе».
«Золотой» состав «Круиза» Гаина-Васильев-Ефимов дал большой сольный концерт в Москве 4 декабря 1989 года во Дворце спорта «Крылья Советов», затем в марте-апреле 1990 года провел тур по городам страны и 8-9 июня выступил на очередном фестивале «Интершанс», после чего уже не концертировал. Финальный концерт трио «Круиз» состоялся в нью-йоркском клубе «Marquee» в конце 1990 года. С этого момента группа фактически распалась, хотя официального заявления в СМИ не было сделано ни одним из её участников. В конце 1990 года Валерий Гаина принял решение остаться жить в США.

### 1990-е годы
В 1990—1991 годах Фёдор Васильев участвовал в записи альбома «Чёрный кофе» «Golden Lady/Леди Осень» и ездил с группой в турне по городам Швеции (1990) и Дании (1991). В 1993 году Дмитрий Варшавский уехал в США и начал сотрудничать там с местными музыкантами. Васильев остался не у дел и с 1993 по 1998 год на сцене не работал.
В 1998 году Варшавский вернулся из США и снова собрал российский вариант «Чёрного кофе» для концертов и записей. В 1999 году Фёдор Васильев вместе с Дмитрием Варшавским участвовал в записи рок-оперы «Слово и Дело» (созданной Павлом Смеяном по мотивам повести Алексея Толстого «Князь Серебряный») — причем не только как бас-гитарист, но и как вокалист, исполнив партии Фёдора Басманова, дружинника и скомороха.
Также в 1999 году Васильев вместе с некоторыми экс-участниками «Чёрного кофе» вел концертную и студийную работу с группой «Белый орёл» (сотрудничество закончилось в декабре 2000 года) и работал с другими артистами как сессионный и концертный музыкант.

### 2000-е годы
В 2002 году по запросу немецкой фирмы «Repertoire Records» была подготовлена пластинка с материалом «Круиза» 1987 года. Трое экс-участников группы решили не просто сделать переиздание старой пластинки, а выпустить диск «Круиза» в абсолютно новом саунде. Запись барабанов и баса производилась Сергеем Ефимовым и Фёдором Васильевым в Москве, а затем Валерий Гаина в своей студии в Лос-Анджелесе наложил гитары, вокал, слегка изменил аранжировки и добавил новых соло. Промосингл вышел в 2002 году ограниченным тиражом и включал в себя 4 композиции с пластинки «Круиз-1».
В 2003—2004 годах Фёдор Васильев играл в концертном составе Александра Малинина.
В январе 2004 года Васильев присоединился к группе «Ночные снайперы». Первый концерт с Васильевым в составе группы состоялся 6 февраля в московском клубе «Б2». Летом того же года «Ночные снайперы» выступали на фестивале «Ночь русского рока» в Берлине, а осенью выпустили альбом «SMS». Васильев участвовал в записи альбома и в концертах группы как музыкант, аранжировщик и бэк-вокалист. Сотрудничество Васильева с «Ночными снайперами» закончилось в ноябре 2006 года.
В октябре 2004 года Фёдор Васильев принял участие в московской постановке мюзикла «We Will Rock You».
В 2006 году Фёдор Васильев принял предложение присоединиться к российскому проекту Валерия Гаины «GAiNA», гастролировал в составе этого проекта и снялся в ряде клипов. Однако в середине 2007 года в результате трений внутри проекта Васильев вместе с барабанщиком «GAiNA» Игорем Черевко перешёл в хабаровскую группу «Trek» (участники которой на тот момент осели в Москве). В ней Васильев проработал до середины 2008 года.
В начале 2009 года Васильев задумался о сольном творчестве. Так появилась группа «FTS» в составе: Фёдор Васильев — бас, Александр Грата — вокал (экс-«Август», «Sixth Sense»), Дмитрий Горбатиков — гитара, бэк-вокал (экс-«Чёрный кофе», «Галактика», «Красная Площадь»).

### 2010-е годы

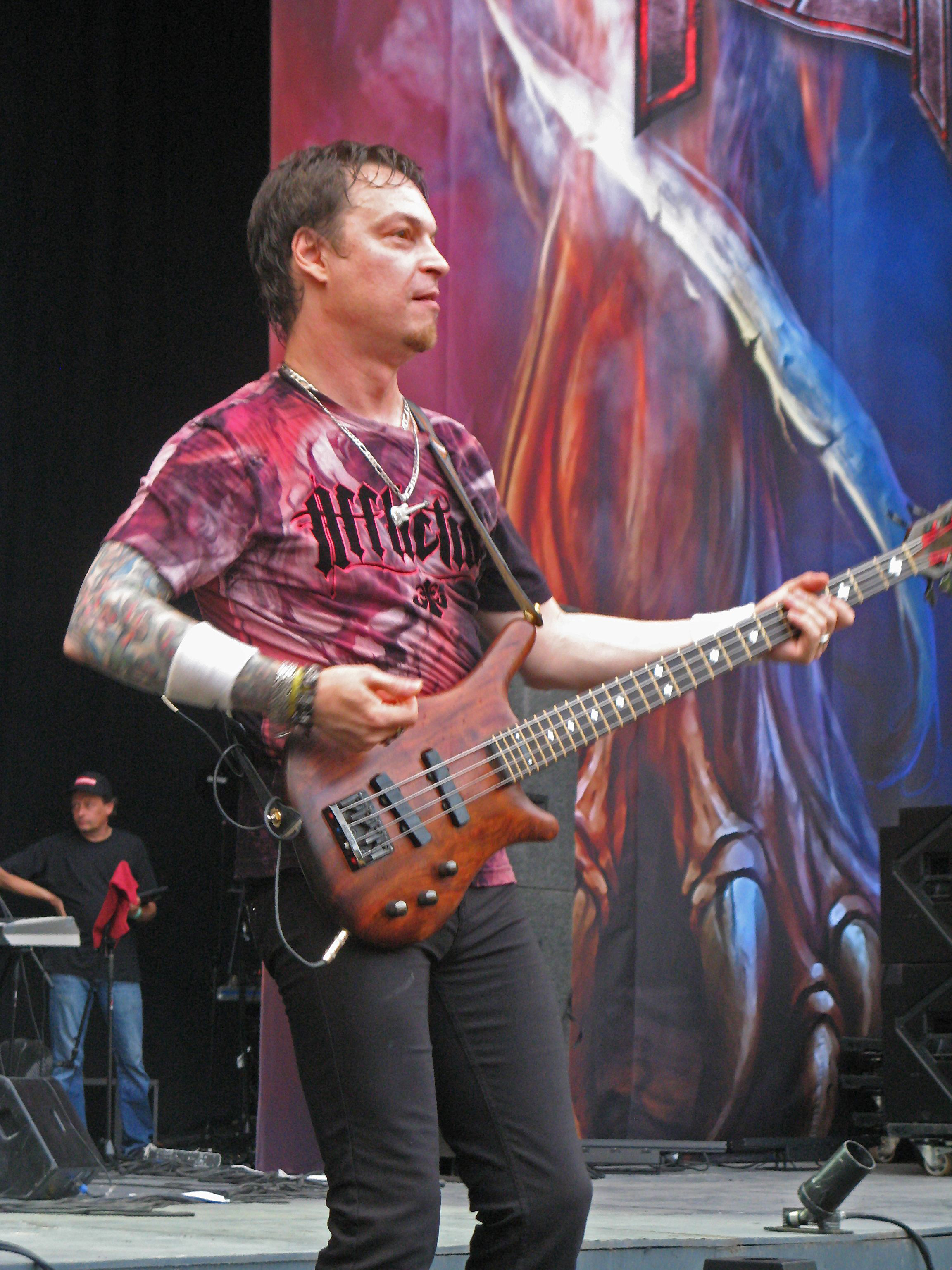
Фёдор Васильев. Выступление трио «Круиз» на фестивале «Ария Фест лето» в Зелёном театре, Москва, 30.07.2016

С сентября 2010 года Фёдор Васильев стал играть в рок-группе «Васильевский спуск» — проекте своего друга и однокашника (выпускника Гнесинского училища) Сергея Васильева, экс-музыканта группы «Земляне». Параллельно Федор Васильев активно участвовал в проекте известного виртуозного гитариста Дмитрия Четвергова (с 2011 года), а также время от времени принимал участие в концертах группы Сергея Ефимова «Hippy Chaos».
В 2000-х годах был предпринят ряд попыток воссоздать трио «Круиз» хотя бы ради однократного реюнион-тура, однако в конце февраля 2012 года Валерий Гаина объявил о невозможности воссоединения группы в данном составе. Тем не менее после переговоров, начавшихся в 2014 году, которые с Гаиной, Васильевым и Ефимовым вели музыканты группы «Ария» и концертное агентство «Motley Concerts», реюнион трио все же состоялся. Это произошло в рамках фестиваля «Ария Фест лето» в Зелёном театре 30 июля 2016 года. Фёдор Васильев выходил на сцену в составе как трио «Круиз», так и группы «Hippy Chaos».
23 ноября 2016 года реюнион продолжился сольным выступлением трио «Круиз» в московском концертном зале «Crocus City Hall». Название трио на данном этапе пишется латиницей, чтобы избежать ассоциаций с различными составами, которые выступали под названием «Круиз» после 1991 года.

## Основные записи
- 1984 Чёрный кофе — «ЧК '84» (магнитоальбом)(записи изданы в 2002 году под названием «Приди и все возьми»)
- 1985 Чёрный кофе — «Сладкий ангел» (магнитоальбом)
- 1987 Круиз — «Железный рок» (демо, официально издан в 2013 году)
- 1988 Круиз — «Kruiz» (переиздан в 2008 году)
- 1989 Круиз — «Culture Shock A.L.S.» (демо, официально издан в 2008 году)
- 1991 Чёрный кофе — «Golden Lady»
- 1992 Чёрный кофе — «Леди Осень»
- 2002 Чёрный кофе — «Белый ветер» (треки с 6 по 11)
- 2002 Круиз — «Круиз/Kruiz (promo CD)» (4 песни с альбома «Круиз-1» в новых аранжировках)
- 2004 Ночные Снайперы — «SMS»
- 2006 Павел Смеян — рок-опера «Слово и Дело», часть первая: «Дело»
- 2007 Круиз — «Круиз-1» (переиздание альбома 1987 года, Фёдор фактически присутствует только на бонус-треках с промо-диска 2002 года)